# Pitrufquén
Pitrufquén est une ville et une commune du Chili de la Province de Cautín, elle-même située dans la Région de l'Araucanie. En 2012, la population de la commune s'élevait à 22 758 habitants. La superficie de la commune est de 581 km2 (densité de 26 hab./km2),.

## Situation
Le territoire de la commune de Pitrufquén se trouve dans la vallée centrale du Chili et s'étire le long de la rive sud du río Toltén. La commune est située à 641 kilomètres à vol d'oiseau au sud de la capitale Santiago et à 28 kilomètres au sud de Temuco capitale de la Région de l'Araucanie. L'agglomération principale se trouve au bord du río Toltén. Elle est traversée par la route panaméricaine et la voie ferrée qui traversent sur des ponts parallèles la rivière au niveau de l'agglomération.

## Histoire
Le territoire de la commune est occupé à l'arrivée des espagnols par des tribus mapuches. Environ 290 colons s'établissent en 1836 sur ce territoire à la suite d'un don de terres de Lonco Ambrosio Paillalef. Pitrufquén devient une entité administrative officielle en 1892 ou 1897 (selon les sources) sous l'appellation Lisperguer du nom de l'ingénieur français ayant établi les plans de l'agglomération principale. Celle-ci acquiert le statut de commune en 1898. La croissance de la population est stimulée par l'inauguration en 1898 de la ligne de chemin de fer Temuco-Pitrufquén qui a imposé la construction d'un pont métallique de 450 mètres sur le río Toltén. Le premier noyau de la population est souvent d'origine allemande ou suisse.

## Économie
Les principales activités économiques sont la production de lait, l'industrie de transformation du bois et la production de viande bovine.

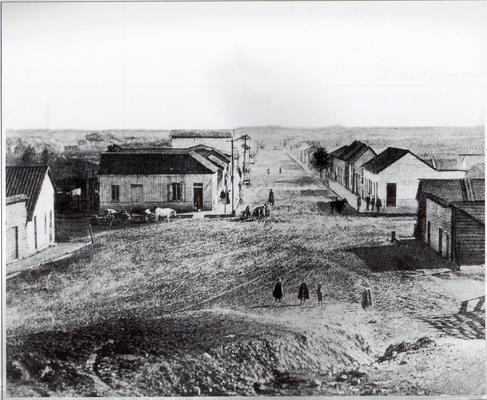
Photo ancienne de Pitrufquén.
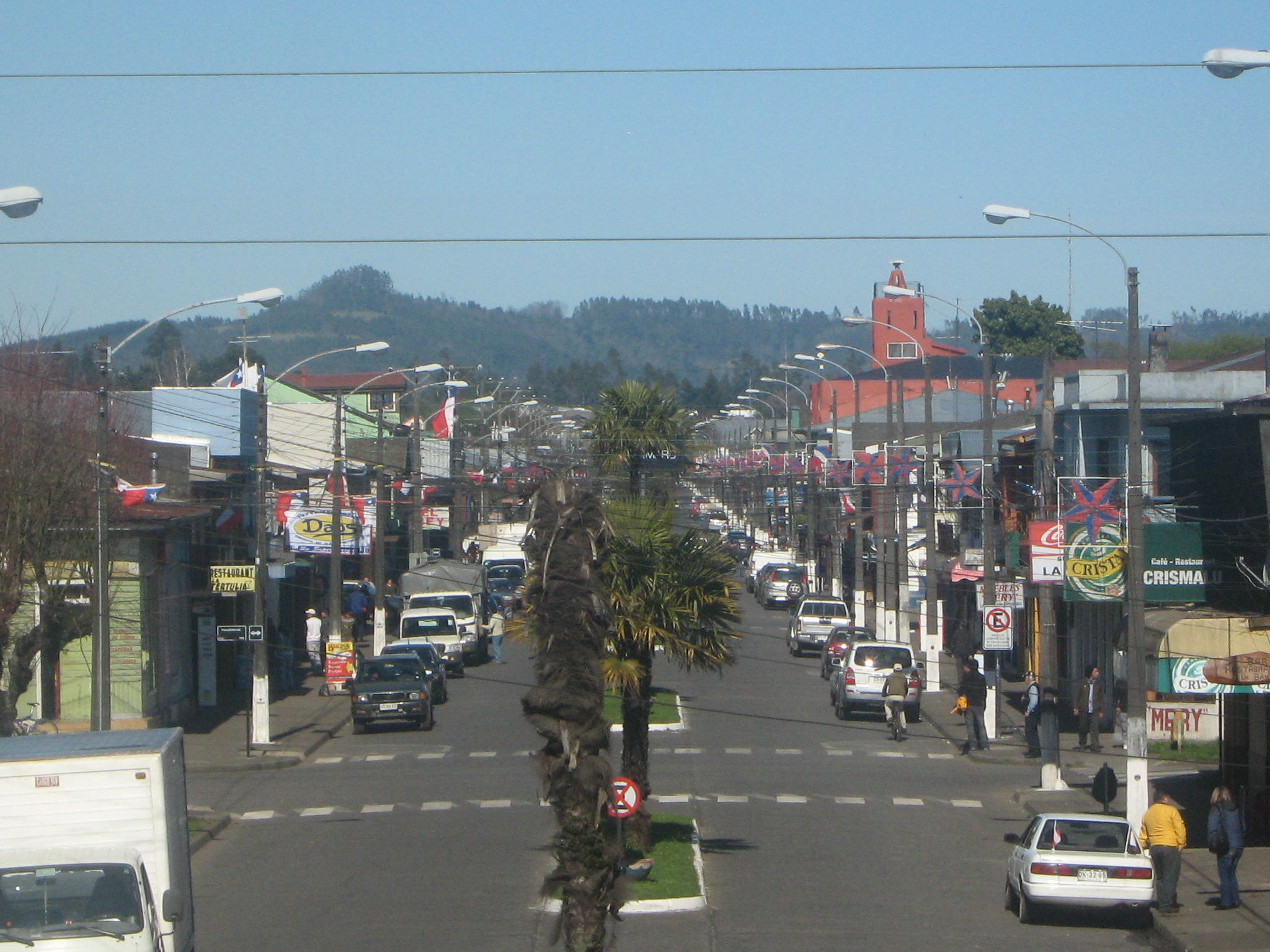
Avecnue Francisco Bilbao
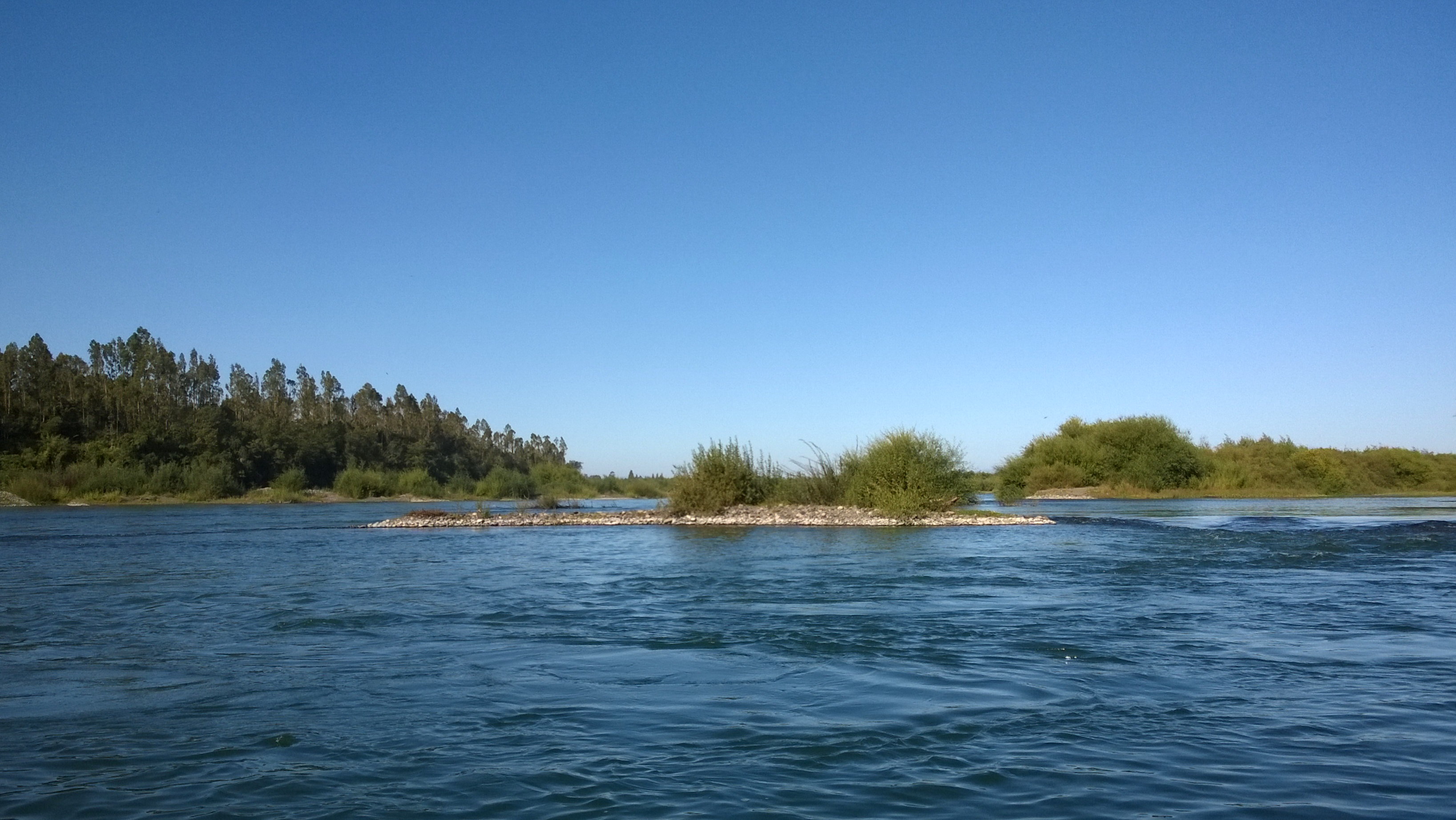
Le Rio Totlten à Pitrufquén

Position de Pitrufquén (en rouge) au sein de la Région de l'Araucanie.